# Procris (djur)
Procris är ett släkte av fjärilar. Procris ingår i familjen bastardsvärmare.

## Dottertaxa tillProcris, i alfabetisk ordning[1]
- Procris acanthophora
- Procris acutafibra
- Procris aerea
- Procris aeris
- Procris albanica
- Procris algirica
- Procris alpina
- Procris amaura
- Procris ambigua
- Procris anatolica
- Procris anceps
- Procris anomala
- Procris asiatica
- Procris atlantica
- Procris atlasica
- Procris aureoviridis
- Procris azurea
- Procris bakeri
- Procris balcanica
- Procris banghaasi
- Procris bellieri
- Procris bellissima
- Procris bergei
- Procris bolivari
- Procris bosniaca
- Procris budensis
- Procris caerulea
- Procris capitalis
- Procris carolae
- Procris centralasiae
- Procris chalcochlora
- Procris chloronota
- Procris chloros
- Procris chrysocephala
- Procris cirtana
- Procris clorotica
- Procris cognata
- Procris crassicornis
- Procris cuprea
- Procris cyanotica
- Procris danieli
- Procris denticulata
- Procris dolosa
- Procris drenowskii
- Procris duskei
- Procris eberti
- Procris extensa
- Procris formosana
- Procris fredi
- Procris geryon
- Procris gigantea
- Procris glauca
- Procris globulariae
- Procris gouldschaensis
- Procris gracilis
- Procris graeca
- Procris grandis
- Procris grisea
- Procris hades
- Procris haegeri
- Procris hamifera
- Procris hector
- Procris heringi
- Procris heydenreichii
- Procris hispanica
- Procris horni
- Procris hyalicolor
- Procris incerta
- Procris jordani
- Procris kermana
- Procris khorassana
- Procris kruegeri
- Procris levantina
- Procris lutrinensis
- Procris manni
- Procris mannii
- Procris maroccana
- Procris mauretanica
- Procris maxima
- Procris mekrana
- Procris meson
- Procris micans
- Procris minima
- Procris minor
- Procris minuscula
- Procris minutissima
- Procris mollis
- Procris monotona
- Procris muelleri
- Procris mystrocera
- Procris naufocki
- Procris notata
- Procris obscura
- Procris omotoi
- Procris orana
- Procris orientalis
- Procris pallida
- Procris pamirensis
- Procris paradoxa
- Procris paupera
- Procris pekinensis
- Procris persepolis
- Procris persica
- Procris pfeifferei
- Procris prasina
- Procris pseudostatices
- Procris ramburi
- Procris reisseri
- Procris rjabovi
- Procris rubida
- Procris rufescens
- Procris rungsi
- Procris schakuhensis
- Procris schmidti
- Procris schutzei
- Procris sengana
- Procris sepium
- Procris solana
- Procris sorror
- Procris splendens
- Procris statices
- Procris staudingeri
- Procris storaiae
- Procris stricta
- Procris subdolosa
- Procris subsolana
- Procris subtristis
- Procris sultana
- Procris superba
- Procris suspecta
- Procris syriaca
- Procris taftana
- Procris tamerlana
- Procris tenera
- Procris tenuicornis
- Procris translucens
- Procris turatii
- Procris turcosa
- Procris urbis
- Procris vartinae
- Procris wiegeli
- Procris viridis
- Procris volgensis